# 劉子健 (籃球運動員)
劉子健（Lau Chi Kin，1979年9月13日—），生於香港，香港現役籃球運動員，司職小前鋒。

## 籃球生涯
劉子健生於香港，最愛的球隊是紐約人，而最愛的球星則是戴歷羅斯，他是在街場被愉園發掘出來，更成為愉園隊中的重心球員，2003年首次入選香港男子籃球代表隊，直至2010年為香港男子籃球代表隊成員，2004年轉投班霸南華，曾獲廣告商垂青，接拍男士潔面用品及運動品牌廣告，效力南華11年後離開南華，轉投福建，2016年1月，劉子健加盟永倫。
2019年1月宣佈退出甲一,同年4月回歸永倫復出甲一球壇。

## 個人生活
劉子健除了是名甲一球員，還是多間私人球會的教練，於2012年與朋友開設了「香港”星”籃球精英訓練中心」，現擔任培訓發展總監。直至2013年起，他為一隊由「巨星幫」等歌手組成的籃球隊「VR1」作教練，當中隊員包括胡鴻鈞、吳業坤、馮允謙、李礎業及鄧佑剛。2015年成為澳門婦女體育總會的籃球教練。近年劉子健也開始嘗試雜誌拍攝、接受訪問等，曾參與馮允謙及江海迦的MV拍攝工作。

## 外部連結
- 劉子健在archive.fiba.com（archived）（英语）
- 劉子健在Eurobasket.com（球員）（英语）